# Òrix d'Aràbia
L'òrix d'Aràbia (Oryx leucoryx) és una espècie de bòvid. És l'òrix més petit i és nadiu de les àrees de deserts i estepes de la Península Aràbiga. L'òrix d'Aràbia és una espècie amenaçada que a principis de la dècada del 1970 estava pràcticament extinta en estat salvatge; des d'aleshores s'han intentat programes de reintroducció, amb resultats diversos. Un òrix de Qatar anomenat Orry fou elegit com la mascota oficial dels Jocs Asiàtics del 2006 a Doha.